# Birch Tree (Missouri)
Birch Tree – miasto w Stanach Zjednoczonych, w stanie Missouri, w hrabstwie Shannon.